# Heinrich Rüdiger von Ilgen

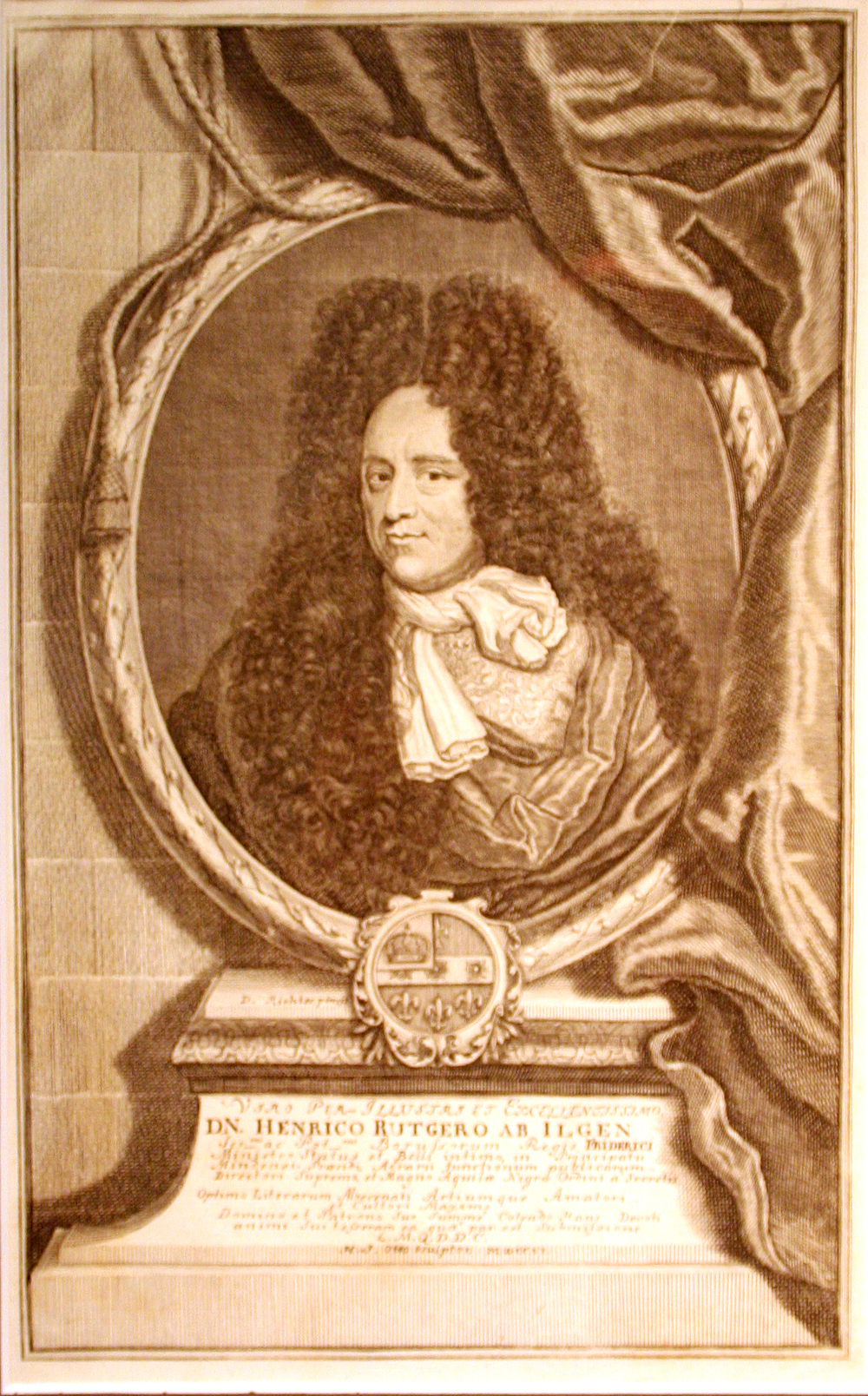
Heinrich Rüdiger von Ilgen, kopparstick från 1706 efter ett porträtt av David Richter.

Heinrich Rüdiger von Ilgen, född den 30 september 1650 i Petershagen nära Minden, död den 6 december 1728 i Berlin, var en preussisk statsman.
Ilgen blev 1683 geheimekammarsekreterare hos kurfurst Fredrik Vilhelm av Brandenburg och 1697 geheimeråd. Han utövade under Wartenbergs maktperiod stort inflytande på utrikespolitikens ledning och bestämde efter hans fall (1711) som förste kabinettsminister ensam över densamma. För de skickligt med kejsaren drivna underhandlingar, som skaffade kurfursten kungatitel, blev Ilgen adlad (1701). Även i den inre förvaltningen tog han kraftigt del (exempelvis i fråga om rättsväsendets förbättring samt reformer inom domän- och arméförvaltningen).